# Нью-Меріленд
Нью-Меріленд (англ. New Maryland) — село в Канаді, у провінції Нью-Брансвік, у складі графства Йорк.

## Населення
За даними перепису 2016 року, село нараховувало 4174 особи, показавши скорочення на 1,4%, порівняно з 2011-м роком. Середня густина населення становила 195,7 осіб/км².
З офіційних мов обидвома одночасно володіли 1 300 жителів, тільки англійською — 2 825, тільки французькою — 35, а 10 — жодною з них. Усього 180 осіб вважали рідною мовою не одну з офіційних, з них 5 — українську.
Працездатне населення становило 65,2% усього населення, рівень безробіття — 5,9%.
Середній дохід на особу становив $53 404 (медіана $46 025), при цьому для чоловіків — $64 970, а для жінок $42 365 (медіани — $58 709 та $35 883 відповідно).
24,7% мешканців мали закінчену шкільну освіту, не мали закінченої шкільної освіти — 9,2%, 66% мали післяшкільну освіту, з яких 60,1% мали диплом бакалавра, або вищий, 50 осіб мали вчений ступінь.
| Статево-вікова структура населення | Статево-вікова структура населення | Статево-вікова структура населення | Статево-вікова структура населення | Статево-вікова структура населення |
| ---------------------------------- | ---------------------------------- | ---------------------------------- | ---------------------------------- | ---------------------------------- |
|                                    |                                    |                                    |                                    |                                    |
| Всього                             | Всього                             | 50,1%49,9%                         |                                    |                                    |
| 0 — 14 років                       | 0 — 14 років                       |                                    | 19,2%                              | 19,2%                              |
| 15 — 64 років                      | 15 — 64 років                      |                                    | 64,6%                              | 64,6%                              |
| 65 і більше                        | 65 і більше                        |                                    | 16,1%                              | 16,1%                              |
| 85 і більше                        | 85 і більше                        |                                    | 0,6%                               | 0,6%                               |
| Середній вік (років)               | Середній вік (років)               | 39,841,0                           | 40,4                               | 40,4                               |
| Медіана (років)                    | Медіана (років)                    | 42,343,9                           | 43,0                               | 43,0                               |
| — чоловіки — жінки                 |                                    |                                    |                                    |                                    |

| Походження мешканців:     | Походження мешканців:     | Походження мешканців: | Походження мешканців: | Походження мешканців: |
| ------------------------- | ------------------------- | --------------------- | --------------------- | --------------------- |
| Походження                |                           |                       | осіб                  | %                     |
| Корінні американці        | Корінні американці        |                       | 130                   | 3.11%                 |
| Інше північноамериканське | Інше північноамериканське |                       | 1 855                 | 44.43%                |
| Європейське               | Європейське               |                       | 3 000                 | 71.86%                |
| британське                | британське                |                       | 2 495                 | 59.76%                |
| французьке                | французьке                |                       | 905                   | 21.68%                |
| українське                | українське                |                       | 10                    | 0.24%                 |
| Карибське                 | Карибське                 |                       | 10                    | 0.24%                 |
| Африканське               | Африканське               |                       | 45                    | 1.08%                 |
| Азійське                  | Азійське                  |                       | 195                   | 4.67%                 |

## Клімат
Середня річна температура становить 5,2°C, середня максимальна – 23,6°C, а середня мінімальна – -16,7°C. Середня річна кількість опадів – 1 149 мм.
| Клімат поселення                              | Клімат поселення | Клімат поселення | Клімат поселення | Клімат поселення | Клімат поселення | Клімат поселення | Клімат поселення | Клімат поселення | Клімат поселення | Клімат поселення | Клімат поселення | Клімат поселення | Клімат поселення |
| Показник                                      | Січ.             | Лют.             | Бер.             | Квіт.            | Трав.            | Черв.            | Лип.             | Серп.            | Вер.             | Жовт.            | Лист.            | Груд.            |                  |
| Середній максимум, °C                         | −3,42            | −1,7             | 3,93             | 10,59            | 17,51            | 22,70            | 23,62            | 22,73            | 17,67            | 11,55            | 5,47             | −2,14            |                  |
| Середня температура, °C                       | −10,05           | −8,32            | −2,71            | 3,96             | 10,87            | 16,06            | 19,28            | 18,37            | 13,32            | 7,20             | 1,11             | −6,5             |                  |
| Середній мінімум, °C                          | −16,67           | −14,96           | −9,34            | −2,68            | 4,24             | 9,42             | 14,92            | 14,02            | 8,96             | 2,85             | −3,24            | −10,84           |                  |
| Норма опадів, мм                              | 108              | 77               | 95               | 89               | 98               | 90               | 96               | 89               | 94               | 97               | 107              | 109              |                  |
| Середньомісячна швидкість вітру, м/с          | 3.56             | 3.60             | 3.80             | 3.70             | 3.39             | 2.96             | 2.68             | 2.50             | 2.80             | 3.12             | 3.40             | 3.50             |                  |
| Середньомісячна сонячна радіація, кДж/м²·день | 5337             | 8534             | 12261            | 15391            | 18295            | 20276            | 19933            | 17673            | 13160            | 8473             | 5010             | 4129             |                  |
| --------------------------------------------- | ---------------- | ---------------- | ---------------- | ---------------- | ---------------- | ---------------- | ---------------- | ---------------- | ---------------- | ---------------- | ---------------- | ---------------- | ---------------- |
| Джерело:                                      |                  |                  |                  |                  |                  |                  |                  |                  |                  |                  |                  |                  |                  |